# Distrikt San Juan de Rontoy
Der Distrikt San Juan de Rontoy liegt in der Provinz Antonio Raymondi in der Region Ancash in West-Peru. Der Distrikt wurde am 27. Mai 1987 gegründet. Er besitzt eine Fläche von 102 km². Beim Zensus 2017 wurden 1217 Einwohner gezählt. Im Jahr 1993 lag die Einwohnerzahl bei 1608, im Jahr 2007 bei 1596. Die Distriktverwaltung befindet sich in der 3525 m hoch gelegenen Ortschaft San Juan de Rontoy mit 196 Einwohnern (Stand 2017). San Juan de Rontoy befindet sich 8,5 km südlich der Provinzhauptstadt Llamellín.

## Geographische Lage
Der Distrikt San Juan de Rontoy liegt im Süden der Provinz Antonio Raymondi. Der Distrikt befindet sich westlich des Río Puchca, linker Nebenfluss des Río Marañón.
Der Distrikt San Juan de Rontoy grenzt im Osten und im Süden an den Distrikt Aczo, im Westen an den Distrikt Cajay (Provinz Huari), im Nordwesten an den Distrikt Mirgas sowie im Norden an den Distrikt Chingas. 

## Ortschaften im Distrikt
Im Distrikt gibt es neben dem Hauptort San Juan de Rontoy folgende Ortschaften (caseríos):
- Alto Perú
- Flor de Cantu
- Huaracayoc
- Janay
- La Merced
- Pachapaque
- Rarpa
- Santa Cruz de Miopampa
- Santo Toribio de Ultupuquio